# Wojsko polskie w latach 1700–1764

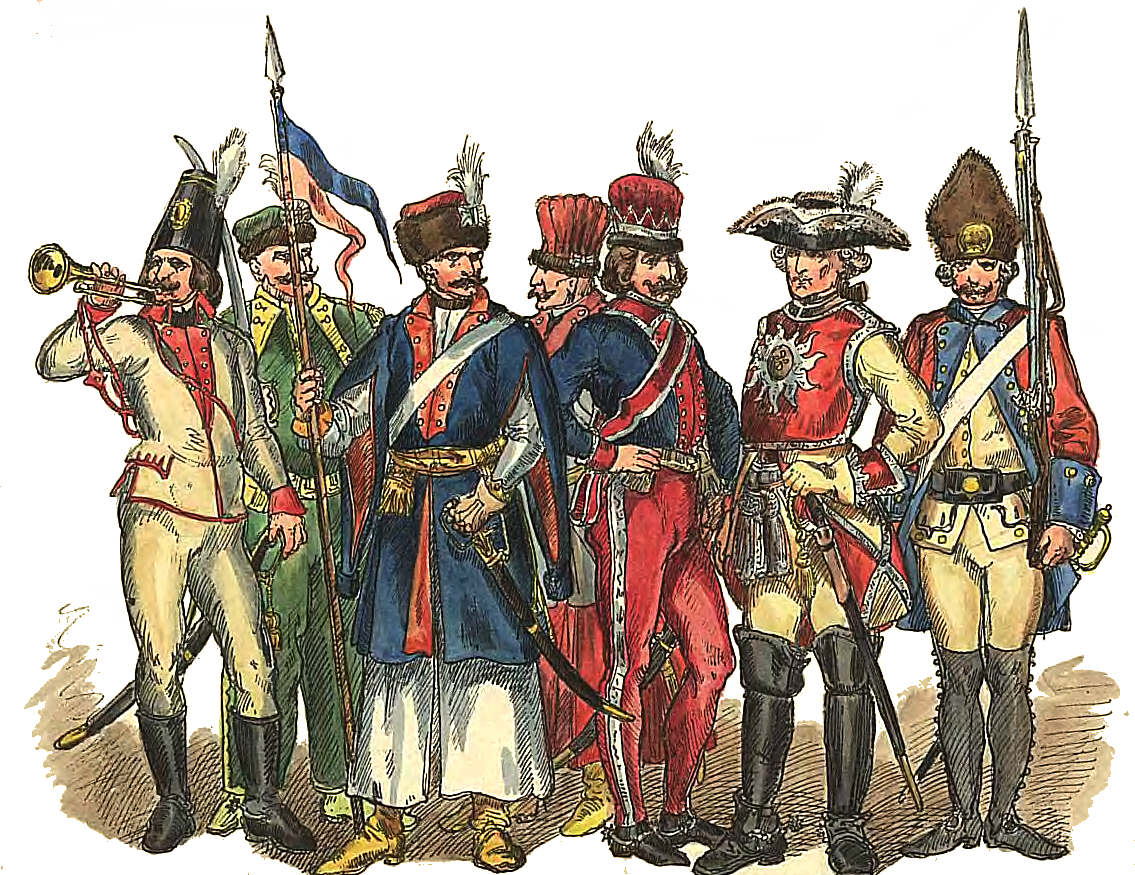
Żołnierze polscy 1697-1795

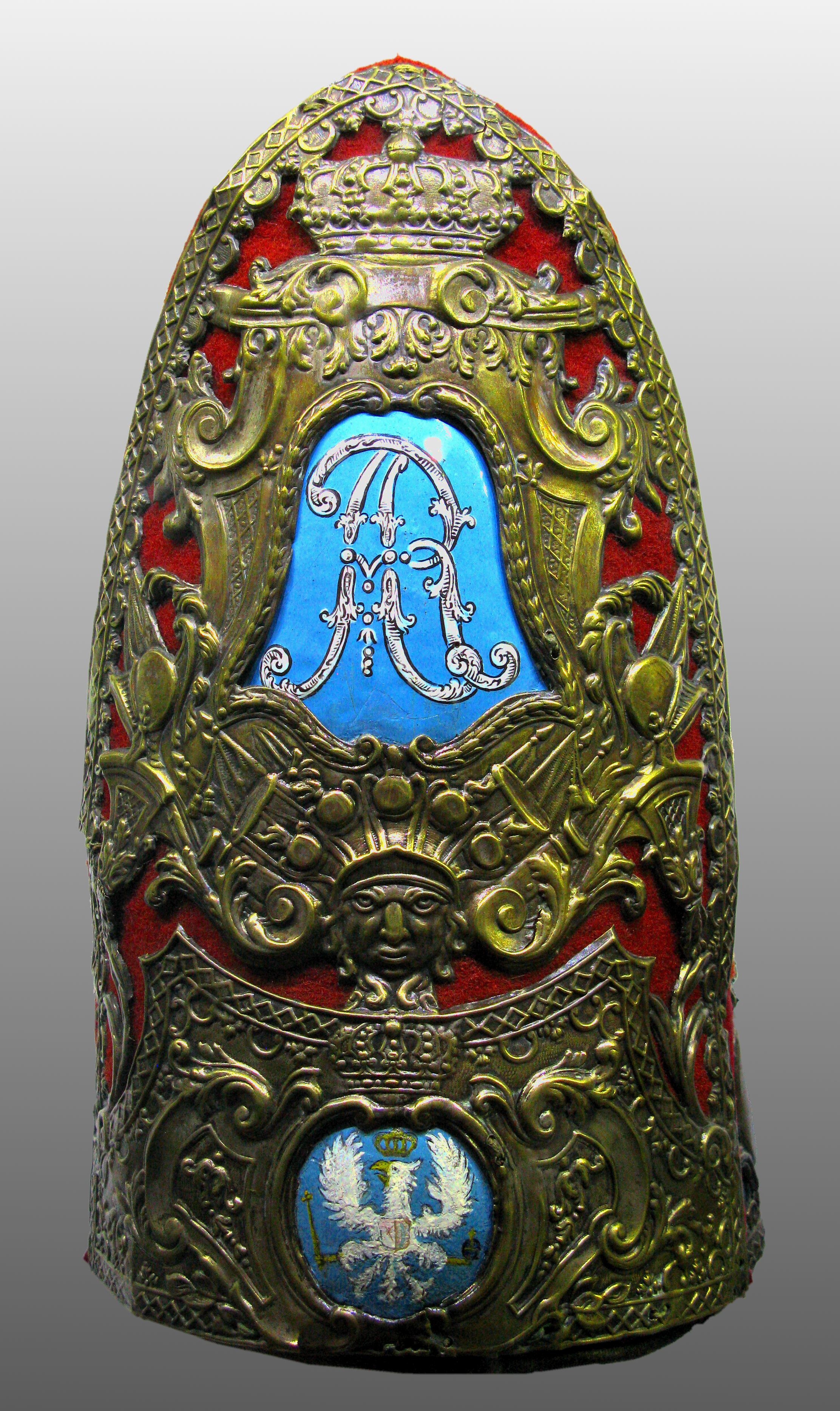
Grenadierka gwardii pieszej koronnej 1697–1733

Wojsko I Rzeczypospolitej w latach 1700–1764 – siły zbrojne I Rzeczypospolitej w okresie panowania Augusta II Mocnego, Stanisława Leszczyńskiego i Augusta III Sasa.

## Reformy sejmu niemego
Uchwały sejmu pacyfikacyjnego w 1717 były kompromisem między królem a zbuntowaną szlachtą. Szlachta zgodziła się na ustalenie niezależnego od jej doraźnych przyzwoleń, stałego etatu i budżetu armii przy jej jednoczesnym zredukowaniu: do 18000 w Koronie i 6000 na Litwie. Oznaczało to zamrożenie etatu wojska na dłuższy okres. Przywrócono „ślepe porcje” i „ślepe poczty”, a liczebność wojska była zbyt niska w porównaniu z liczebnością armii państw sąsiednich. Specjalna komisja opracowała projekt repartycji wojska na stałe do poszczególnych ziem i województw, w których miało ono odbierać żołd. Pokrywały się one zwykle z rejonami werbunku. Piechota i dragonia stacjonowały głównie na Pomorzu i w Wielkopolsce, a jazdę rozlokowano głównie w województwach: krakowskim, sandomierskim, ruskim i podolskim. Prawnie wyeliminowano wszelkie pośrednictwo aparatu administracyjnego między podatnikami a żołnierzami a oddziały wojskowe przydzielono nie tylko do ziem i województw, lecz nawet do poszczególnych dóbr i dzierżaw. W zasadzie podatnicy winni byli odwozić sumy podatkowe do grodów, skąd na podstawie asygnat wystawionych przez trybunał skarbowy mieli je odbierać deputaci z jednostek. Trybunał ten, dla Korony w Radomiu i dla Litwy w Grodnie, miał być jedyną instytucją czuwającą nad wypłatą żołdu. Zasiadali w nim mieli deputaci wojskowi oraz delegaci z senatu i komisarze z województw. Byli oni obowiązani dokonać corocznego przeglądu oddziałów i sprawdzić ich stan liczebny. Po przeglądzie deputaci z chorągwi i regimentów udawali się na trybunał, gdzie otrzymywali asygnaty. Aby powiększyć liczebność wojska, nie wykraczając poza ramy budżetu, postanowiono dokonać obniżki żołdu
Struktura sił zbrojnych Rzeczypospolitej daleko odbiegała od struktury innych armii europejskich. Wojsko konne stanowiło bowiem 55,6% całości w Koronie, a na Litwie aż 63%. Znaczną część konnicy stanowiły formacje przestarzałe, nie przedstawiające (husaria) większej wartości w zmienionych warunkach walki. Liczna jazda utrzymana została z jednej strony wskutek przywiązania szlachty do tradycji, z drugiej strony wskutek jej wspomnianych obaw przed absolutyzmem królewskim. Koszty utrzymania drogiej konnicy, olbrzymie pensje hetmanów i sumy na gratyfikacje dla oficerów pochłaniały większość budżetu wojskowego.Budżet wojskowy, mimo postępującego spadku wartości pieniądza, nie o wiele przewyższał wydatki na wojsko z końca XVII w. Jedyna korzyść, jaką przyniosły reformy skarbowo-wojskowe sejmu niemego polegała na zagwarantowaniu wojsku stałej płacy, niezależnej od każdorazowych uchwał podatkowych sejmów i sejmików. Wojsko jednakże, którego poszczególne jednostki miały na stałe przydzielone dochody z odpowiednich jednostek terytorialnych państwa, a nawet majątków, w praktyce zmuszone było samo egzekwować z nich należne mu sumy na utrzymanie.

## Organizacja armii
Według uchwał sejmu niemego armia koronna składać się miała z 6000 jazdy, 4000 dragonii i 8000 piechoty, litewska zaś z 2300 jazdy, 1500 dragonii i 2300 piechoty. W budżecie nie przewidziano jednak osobnego funduszu na pensje kadry dowódczej, które pochłaniały ogromny procent stawek żołdu.
Dlatego też faktyczną liczebność wojska w Koronie wynosiła po 1717 12 000 żołnierzy, a armii litewskiej zaledwie 4000. Wobec szczupłości armii, liczba etatów była ograniczona, toteż szlachta pragnąca posiadać szlify oficerskie musiała czekać na zwolnienie stanowisk lub odkupić je od poprzedników. Zwyczaj kupowania stopni zamykał drogę awansu ludziom zdolnym, lecz niemającym pieniędzy.
W 1726 podjęto uchwałę, by piechotę wybraniecką zastąpić podatkiem od osadzonych na łanach wybranieckich sołtysów. W ten sposób sfinansowano utworzony w 1729 dodatkowy regiment pieszy o stanie około 350 żołnierzy.
Zdecydowana słabość militarna Rzeczypospolitej wobec sąsiadów spowodowała, że na sejmie 1736 rozpoczęto opracowanie projektu aukcji wojska. Został on jednak udaremniony za sprawą Teodora Lubomirskiego. Aukcja wojska nie schodziła odtąd z porządku obrad sejmowych aż do 1752. Niechęć szlachty do opodatkowania się, intrygi obcych mocarstw i walka pomiędzy obozami politycznymi Czartoryskich i Potockich pogrzebała do reszty zagadnienie powiększenia sił zbrojnych.
Rozwijały się natomiast wojska prywatne możnowładców, które, zdaniem niektórych z nich, zastąpić miały wojsko państwowe. Szczególnie wielka była armia prywatna Radziwiłłów herbu Trąby. Składała się ona z regularnych jednostek różnych rodzajów wojsk, mających oparcie w twierdzach i dysponujących szkołą kadecką. Silne wojska nadworne mieli też Potoccy, Czartoryscy i inni, a łączna liczebność ich o wiele przewyższała liczebność armii państwowej. Podstawowym zadaniem wojsk nadwornych było czuwanie nad posłuszeństwem poddanych, tłumienie buntów chłopskich, zwalczanie przeciwników, a nawet nacisk na władzę państwową. Również oddziały wojsk państwowych coraz częściej przenoszono do dóbr dowódców, gdzie spełniały one te same funkcje, co i oddziały nadworne.
Naczelne dowództwo
Sejm niemy ograniczył władzę hetmanów. Utracili oni wpływy na finanse wojska, nie mogli dokonywać zmian w kompucie i wykluczono ich z udziału w elekcjach. W czasie bezkrólewia mieli oni strzec granic państwowych. Nie ograniczono jednak dożywotniej władzy hetmańskiej. W 1717 wyłączono też autorament cudzoziemski spod ich władzy. Regimentarstwo nad nim objął generał saski J.H. Flemming. Sprawował on władzę nad piechotą i dragonią do 1724, kiedy to musiał ustąpić pod naciskiem szlachty. W tym czasie zdołał zapełnić wiele stanowisk dowódczych oficerami saskimi oddanymi królowi. W 1728 zmarli obaj hetmani koronni, a August nie chcąc powierzać władzy nad wojskiem dożywotnim hetmanom, nie mianował następców. Oddał regimentarstwo Stanisławowi Poniatowskiemu, który to sprawował jej aż do 1733. Za Augusta III władza hetmanów nie była już przez króla ograniczona.
Po 1717 utworzono dwa stanowiska generalnych inspektorów: piechoty i kawalerii. Pierwsze z nich objął gen. Burchardt Münnich, a po 1720 gen. Stanisław Granowski, drugie gen. Bogusław Łubieński.
Jazda
Jazda po 1717 została poważnie zmniejszona. W Koronie liczyła 1000 husarii, 4000 pancernych i 1000 jeźdźców lekkich. Zniesiono dotychczasowy podział i sformowano cztery pułki o zbliżonej liczebności i składające się z wszystkich trzech rodzajów konnicy. Ujednolicono też skład chorągwi. W husarii liczyły one 55 koni, w pancernej i lekkiej jeździe po 50. Chorągwie szefów pułków były większe – królewskie po 100, inne po 80 koni. Zlikwidowano całą arkebuzerię, którą częściowo zamieniono na dragonię.
Dowództwo chorągwi składało się z rotmistrza, porucznika i chorążego, prócz tego w chorągwiach szefów pułków znajdował się kapelan, cyrulik i orkiestra. „Ślepe poczty” pochłaniały około 17% etatu jednostek. Liczba towarzyszy była według etatu znacznie większa od liczby pocztowych. Po 1717 zaczął się rozpowszechniać zwyczaj dawania przez towarzyszy zastępstwa w postaci dwóch pocztowych. Towarzysze zastępowani zwani byli „sowitymi”, a „przytomni” pełnili służbę w miejscu zakwaterowania jednostki.
W oddziałach panowała nieustanna płynność kadry. W miejscu postoju przebywał najczęściej chorąży i pewna liczba pocztowych. Pozostali oficerowie i towarzysze zgłaszali się tylko po odbiór żołdu.
Jazda litewskiej, składała się z 400 husarzy, 1200 petyhorców i 700 jazdy lekkiej. Utworzono jedynie trzy pułki straży przedniej – królewski i dwa hetmańskie. Uzbrojenie konnicy pozostało w zasadzie bez zmian. Husarze w zbrojach i z kopiami występowali zazwyczaj w czasie uroczystości pogrzebowych. Coraz rzadziej używano skrzydeł husarskich. Zamiast nich husarze nakładali na szyszaki małe skrzydełka metalowe. W 1746 wprowadzono jednolite umundurowanie dla poszczególnych rodzajów jazdy.
Piechota
Piechota została po 1717 całkowicie zreorganizowana. Ustalony na sejmie 1717 komput wojska koronnego przewidywał sformowanie zamiast 21 dotychczas istniejących jednostek o sile 13 170 porcji następujących oddziałów:
- regiment gwardii pieszej koronnej – 3000 porcji
- regiment królowej – 1000 porcji
- regiment królewicza – 1000 porcji
- regiment buławy wielkiej koronnej – 900 porcji
- regiment buławy polnej koronnej – 850 porcji
- regiment artylerii koronnej – 850 porcji
- chorągiew janczarska hetmana wielkiego koronnego – 150 porcji
- janczarska hetmana polnego koronnego – 100 porcji
- janczarska marszałka wielkiego koronnego – 150 porcji

Łącznie cała piechota koronna liczyła 8000 porcji, faktycznie zaś jej stan nie wynosił więcej niż 4700 ludzi.
Na Litwie piechota zorganizowana była w regiment gwardii pieszej, dwa regimenty liniowe i 3 chorągwie janczarskie oraz kurucką.
Organizacja oddziałów wzorowana była na jednostkach saskich. Regiment gwardii składał się z dwu batalionów i sztabu. Każdy batalion miał w swym składzie dwunastu kompanii i liczył 840 żołnierzy. Pozostałe regimenty były jedno batalionowe i składały się ze sztabu i ośmiu kompanii.
Umundurowanie żołnierza stanowiła czerwona kurtka z wyłogami, białe spodnie i pończochy, czarne trzewiki i kapelusz. Uzbrojenie to flinta skałkowa z bagnetem i pałasz dla szeregowych, krótki karabinek, pistolet i pałasz dla podoficerów oraz pistolet i szpada dla oficerów.
W wojsku odniósł się znacznie poziom opieki zdrowotnej. W kompaniach stworzono etaty felczerów kompanijnych. Szefem służby zdrowia regimentu był lekarz. Podoficerów i szeregowych leczono za darmo, oficerowie, którym nie potrącano na medykamenty obowiązani byli zwracać koszt lekarstw. Utworzono też fundusz inwalidów, z którego mogli korzystać podoficerowie i szeregowi niezdolni do służby wskutek ran odniesionych na polu bitwy i po przesłużeniu 20 lat w danej jednostce.
W okresie panowania Sasów, w stosunku do poprzedniego okresu, mundurowanie piechoty polskiej zmieniło się całkowicie. Zniesiono używane dotychczas niebieskie mundury kroju polskiego, a strój żołnierzy upodobniono do saskiego.
Mundur oficerów regimentu składał się z pąsowej kurtki sukiennej z wyłogami, białej kamizelki, białych spodni i kamaszy, czarnego kapelusza i trzewików. W okresie od 1 maja do 31 października używano spodni czarnych, zakazano natomiast noszenia spodni płóciennych, które poprzednio były w użyciu. Mundury podoficerów i szeregowych były podobne do oficerskich, z tym że noszono zamiast kamaszy białe pończochy wełniane. Latem podoficerowie i szeregowi używali spodni płóciennych, białych. Pasy skórzane z mosiężnymi klamrami. Płaszcze sukienne w kolorze czerwonym wydawano tylko po dwa dla kompanii na lat sześć, a służyły one wyłącznie wartownikom w okresie od 15 października do 30 kwietnia. Każdy żołnierz nosił tornister i patrontasz z czerwonej skóry. Zarówno oficerowie, jak podoficerowie i szeregowi nosili harcapy przewiązane czarną wstążką.
W stroju tym w drugiej połowie XVIII w. zaszły pewne zmiany. Wzorem innych armii zamiast długich kurtek wprowadzono krótkie z rabatami, kapelusze zaś zastąpiły sztywne kaszkiety z blachą mosiężną zawierającą inicjały monarchy.
Uzbrojenie żołnierza piechoty składało się z karabinu skałkowego z bagnetem oraz pałasza noszonego na czerwonym rzemieniu juchtowym. Podoficerowie mieli pistolety, pałasze i tzw. kurcgewery, będących raczej oznaką władzy niż bronią. Oficerowie mieli pistolety i szpady. Cała broń palna i częściowo biała była pochodzenia saskiego. Uzbrojenie to zakupywano na dziesięć lat. W każdej kompanii znajdowały się dwa karabiny zapasowe.
Dragonia
Dragonia zorganizowana została w siedem regimentów. Regiment gwardii składał się ze sztabu i 8 kompanii – razem 587 ludzi. Pozostałe regimenty składały się ze sztabu i 6 mniejszych kompanii – razem 341 ludzi. Uzbrojenie dragonów składało się z pałasza, pary pistoletów i karabinu z bagnetem, munduru z czerwonej kurtki, kamizelki i spodni w kolorze przyjętym dla danego regimentu, wysokich butów, czerwonego płaszcza i kapelusza. Dragonia litewska składała się z regimentu gwardii konnej i trzech słabszych regimentów liniowych.
Uzbrojenie dragonów składało się z pałasza, pary pistoletów i karabinu z bagnetem. Munduru stanowiła czerwona kurtka, kamizelka i spodnie w kolorze przyjętym dla danego regimentu, wysokie buty, czerwony płaszcz i kapelusz.
Artyleria
Artyleria w okresie wojny północnej została zniszczona. Szwedzi wywieźli ogromną liczbę dział z cekhauzów państwowych, prywatnych i miejskich. Cekhauzy były zniszczone, a ocalały jedynie arsenały w południowo-wschodnich obszarach Rzeczypospolitej: w Kamieńcu Podolskim, Okopach Św. Trójcy i Śniatyniu. Zapasy amunicji tam zgromadzone nie wystarczały nawet na jedną kampanię. Na sejmie niemym nie rozpatrywano zagadnień poprawy stanu artylerii. Na jej utrzymanie przeznaczano po staremu podatek kwarty „nowej”. Wystarczyło to zaledwie na pensje dla personelu artyleryjskiego. Dla powiększenia funduszów obcięto więc pewną liczbę porcji z etatu piechoty. Gen. Zygmunt Rybiński na sejmie w 1718 przedstawił projekt zakupu około 1500 dział, w połowie spiżowych, resztę żelaznych, oraz znacznych ilości amunicji. Planował zaopatrzyć artylerię państwową w dużą liczbę dział i moździerzy o jednolitych kalibrach. Chciał rozbudować zarówno artylerię polową, jak również zaopatrzyć twierdze. Dalsze przydziały funduszów na artylerię odbywały się jednak dalej kosztem piechoty, a uzyskane stąd sumy wystarczały na niewielkie tylko zakupy nowego sprzętu. Stan artylerii litewskiej był również zły. Jej jedyny cekhauz w Wilnie był zniszczony, a w 1717 było w nim 10 dział.